# Хаустон (Делавер)
Хаустон (енгл. Houston) град је у америчкој савезној држави Делавер. По попису становништва из 2010. у њему је живело 374 становника

## Демографија
| Група             | 2000.       | 2010.       |
| Белци             | 366 (85,1%) | 332 (88,8%) |
| Афроамериканци    | 36 (8,4%)   | 20 (5,3%)   |
| Азијати           | 0 (0,0%)    | 3 (0,8%)    |
| Хиспаноамериканци | 20 (4,7%)   | 14 (3,7%)   |
| Укупно            | 430         | 374         |